# Front Row
Front Row是由苹果电脑公司为其麦金塔电脑开发的一个软件应用程序。它由2005年10月12日苹果电脑公司CEO斯蒂夫·乔布斯在活动上发布。可以让用户透過苹果遥控器（Apple Remote，形状和第一代iPod shuffle类似，只有六个按钮）直接访问QuickTime，DVD Player、iTunes和iPhoto浏览电脑中的各种媒体。该软件已附在iMac、MacBook、MacBook Pro，Intel Mac mini中。

一些观点认为，这一步代表苹果公司在长年的准备之后正式跨入媒体中心市场，并将麦金塔电脑作为数码驳站。另一些观点则认为，这只是一种单纯的促销手段。有些網友卻說Front Row與微软的Media Center具有电视调频、广播接收等功能相比，Front Row的功能似乎少了點。
苹果已经宣布下一代Front Row将支援目前没被支持的麦金塔电脑，（和Photo Booth一样，新版本将与Mac OS X v10.5 Leopard花豹）一起发布。舆论一直关注其如何在没有遥控器内置支持的麦金塔电脑使用。
已发布的Apple TV界面和操作方式類似Front Row，皆是使用Apple Remote Control來操控。
Mac OSX 10.7已取消Front Row軟體應用程序。

## 性能
Front Row主要功能包括：
- 类似iPod的大画面用户界面
- 从播放列表或iTunes音乐库中浏览播放音乐
- 从iPhoto中浏览相册和观看幻灯片播放
- 观看从iTunes购买的电视剧和音乐录影带
- 观看电影预告片
- 可以观看DVD
- 观看使用iMovie所制作的影片
- 用QuickTime观看媒体库中，或者用户电影文件夹中的非iTMS视频
- 观看“Podcasts”（包含音樂Podcast或是視訊Podcast，Vodcast。）
- 通过Bonjour观看、浏览、收听同樣網路環境中电脑上的所有媒體類型格式